# 2-Phenylphenol
2-Phenylphenol (auch Orthophenylphenol) ist eine organische Verbindung aus der Stoffgruppe der Hydroxybiphenyle. Es besteht aus einem Phenol, das in ortho-Position einen Phenylrest trägt.

## Gewinnung und Darstellung
2-Phenylphenol wurde früher aus überdestillierten Schwerölen des Steinkohlenteers gewonnen.
Die industrielle Standardsynthese geht aus von Cyclohexanon, das in einer Aldol-Addition zum Dimer reagiert. Beim Erhitzen in Gegenwart von Carbonsäuresalzen von Übergangsmetallen, wie z. B. Vanadinstearat, spaltet das Additionsprodukt Wasser ab und bildet ein Isomerengemisch zweier Aldolkondensationsprodukte (95 % Ausbeute).
Deren Dehydrierung an einem Platin-Kontakt bei hohen Temperaturen (270 °C) erzeugt in 85%iger Ausbeute 2-Phenylphenol.

## Eigenschaften
2-Phenylphenol ist ein farbloser, kristalliner Feststoff mit nur schwachem Geruch. Es ist in Wasser nur sehr schwer löslich, aber gut löslich in Alkoholen, z. B. Methanol und Ethanol, sowie in Acetonitril und Pyridin. Der Flammpunkt liegt bei 138 °C, die Zündtemperatur bei >520 °C.
In verdünnter Natronlauge ist OPP unter Bildung von Natrium-2-phenylphenolat sehr gut löslich. Wegen seiner extremen Wasserlöslichkeit (1,200 g/l) wird in wässrigen Zubereitungen ausschließlich das Natriumsalz verwendet.

## Verwendung
2-Phenylphenol war in der EU als Lebensmittelzusatzstoff E231 (bzw. das Natrium-Salz als E232) zur Konservierung von Zitrusfrüchten mit einem Grenzwert von 12 mg/kg zugelassen. Der Grenzwert, welcher bei anderem Obst und Gemüse gilt, wird dabei um das 50-fache überschritten. Gemäß der Richtlinie 2003/114/EG gehört 2-Phenylphenol (Orthophenylphenol und Natriumorthophenylphenol) seit November 2014 nicht mehr zu den Lebensmittelzusatzstoffen, sondern wird den gesetzlichen Regelungen der Pflanzenschutzmittel unterworfen.
o-Phenylphenol ist wirksam gegen Bakterien, Hefen, Pilze und umhüllte Viren und wird (meist in Kombination mit anderen Desinfektionsmitteln) zur Oberflächendesinfektion insbesondere in Krankenhäusern und Pflegeheimen eingesetzt.
Der Wissenschaftliche Ausschuss „Verbrauchersicherheit“ (SCCS) der Europäischen Kommission empfiehlt eine maximale Konzentration von 0,2 % OPP in (abwaschbaren) Kosmetika.
Auch zur Konservierung wässriger Zubereitungen, wie z. B. bei Klebstoffe, Betonadditiven und Pigmentsuspensionen, wird Biphenyl-2-ol eingesetzt.
Als funktionelles Biphenyl ist Biphenyl-2-ol ein Ausgangsstoff für das Flammschutzmittel DOPO. Zusätzlich dient es als Färbebeschleuniger bei der Chemiefaserfärbung.